# Romualdo Moro
Romualdo Moro (Montevideo, Uruguay, 9 de agosto de 1929 - Santiago, Chile, 19 de junio de 2001) fue un futbolista profesional uruguayo que Jugaba de delantero.

## Trayectoria
Formó parte del plantel campeón de Universidad Católica en 1954. En el club chileno compartió con jugadores de gran categoría como Sergio Livingstone, Miguen Ángel Montuori, Andrés Prieto y Hernán Carvallo. Participó y convirtió un gol en la máxima goleada del Clásico Universitario.
En 1956 se mudó a Italia para militar en las filas del Napoli, donde disputó una temporada en la Serie A (12 presencias y 5 goles) jugando con futbolistas de nivel como Ottavio Bugatti, Bruno Pesaola y Luís Vinício.
Tras retirarse del fútbol, se radicó definitivamente en Chile y abrió un restaurante de cocina uruguaya llamado El Ídolo. Falleció en 19 de junio de 2001 en Santiago de Chile.

## Palmarés
| Título           | Club                 | País  | Año  |
| ---------------- | -------------------- | ----- | ---- |
| Primera División | Universidad Católica | Chile | 1954 |